# HD 108147 b

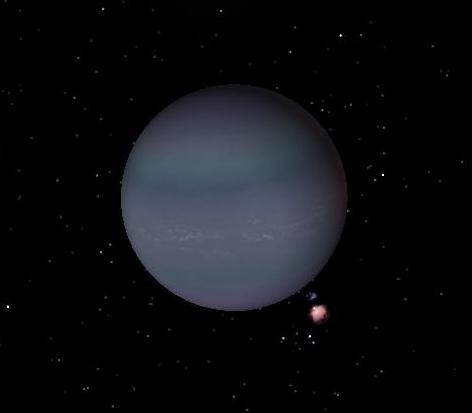

HD 108147 b는 남십자자리 방향으로 지구로부터 약 125.7 광년 떨어져 있는 외계 행성이다. 최소 질량은 목성과 거의 비슷하다. 항성에서 매우 가까운 거리를 돌고 있는데, 구체적으로 그 간격은 태양과 지구 사이의 10분의 1에 불과하다. 이 때문에 b는 뜨거운 목성으로 분류된다. 뜨거운 목성은 매우 흔하지만 특이하게 이 행성은 이들 중에서도 궤도 이심률이 비정상적으로 크다. 이러한 현상의 이유는 항성에 근접한 천체는 기조력 때문에 궤도가 원형으로 고정되기 때문이다.

## 같이 보기
- 타원궤도 가스행성

## 참고 문헌
- (영어) Pepe;  외. (2002). “The CORALIE survey for southern extra-solar planets VII Two short-period Saturnian companions to HD 108147 and HD 168746”. 《Astronomy and Astrophysics》 388: 632–638. doi:10.1051/0004-6361:20020433.[깨진 링크(과거 내용 찾기)]